# Lunga Marcia 7
Il Lunga Marcia 7 (in cinese: 长征七号S, Chángzhēng qīhàoP) è un lanciatore spaziale cinese a 2 stadi (più uno opzionale).
Si tratta di un razzo a propellente liquido, come quelli della classe Lunga Marcia 2, ma a differenza di questi, che usavano tetraossido di diazoto e idrazina come propellente, è alimentato a cherosene e ossigeno liquido, che sono meno costosi. È stato progettato principalmente con l'obiettivo di sostituire la famiglia di lanciatori Lunga Marcia 2 e per concorrere nel mercato dei lanci spaziali sia domestico che internazionale. I suoi principali concorrenti in questo settore di mercato sono gli statunitensi Delta IV, Atlas V e Falcon 9, il giapponese H-IIA e alcuni razzi della famiglia di lanciatori russi Angara.
A giugno 2020 ha effettuato tre lanci, tutti dal centro spaziale di Wenchang e di cui due conclusi con successo.
| № | Data           | Terzo stadio | Carico      | Orbita | Esito      |
| - | -------------- | ------------ | ----------- | ------ | ---------- |
| 1 | 25 giugno 2016 | YZ-1A        | 5 satelliti | LEO    | Successo   |
| 2 | 20 aprile 2017 | Non presente | Tianzhou 1  | LEO    | Successo   |
| 3 | 16 marzo 2020  | Non presente | 1 satellite | GTO    | Fallimento |